# Mahafali
Mahafali so etnična skupina Madagaskarja, ki naseljuje ravnice območja Betioki-Ampanihi. Njihovo ime pomeni tisti, ki delajo sveto ali tisti, ki osrečujejo, čeprav jezikoslovci menijo, da je prvo bolj verjetno. Leta 2013 je bilo na Madagaskarju ocenjenih 150.000 Mahafalijev. Mahafali naj bi na Madagaskar prispeli iz jugovzhodne Afrike okoli 12. stoletja. Postali so znani po velikih grobnicah, ki jih gradijo v čast mrtvim poglavarjem in kraljem. Ukvarjajo se predvsem s poljedelstvom in živinorejo, govorijo pa narečje [[Malgaščina|malgaškega jezika]g, ki je veja malajsko-polinezijske jezikovne skupine.

## Etnična identiteta
To oznako etnične skupine so uporabljali drugi Malgaši in tujci za opis ljudi, ki so tradicionalno naseljevali jugozahodno obalo Madagaskarja, v notranjosti omejeno z rekama Menarandra in Onilahi. Vendar ljudje sami ne uporabljajo te oznake ali se identificirajo kot del ene same etnične skupine, ampak se raje identificirajo po drugih sorodstvenih ali geopolitičnih linijah; ime Mahafali nima nobenega pomena za ljudi, ki izvirajo s tega območja, temveč je oznaka, vsiljena od zunaj. Večina prebivalstva je skoncentrirana ob bregovih rek, ki tečejo po sicer pretežno sušnem ozemlju.

## Zgodovina
Po ustnih izročilih ljudstvo Mahafali izvira iz zgodnjega plemiča Maroserana, Olembetsitoto, ki je postal voditelj v 16. stoletju s preselitvijo Maroserana v jugozahodni del Madagaskarja. Pred prihodom Maroserana so ljudje, naseljeni na tem delu otoka, živeli v skupnostih, ki so jim vladale pretežno družine, imenovane andriantsileliky. Maroseranski migranti so sprva sklenili zavezništva s temi družinami, vendar se je to sčasoma spremenilo v konflikt, pri čemer so Maroserana postali zmagovalci; ko so Maroserana prišli na oblast, so dovolili andriantilelikyjem, da obdržijo določene privilegije in poseben status.
Po nekaj letih vladanja se je Olembetsitoto osamil. Njegovi privrženci so verjeli, da je s tem dejanjem postal svet (faly) in naredil svojo deželo in ljudstvo sveto (maha-faly), kar je odražalo splošno prepričanje o glavnem maroseranskem božanstvu Andriamaru, ki ga ni bilo mogoče videti, sporočal prek medija posrednika in ukazoval poslušnost z vzbujanjem strahu in strahospoštovanja. Privrženci tega plemiča so ostali združeni v svoji zvestobi z njim prek ombiasyja (svetovalca), ki je služil kot posrednik med vladarjem in njegovim ljudstvom. Eden od prvih dokumentiranih Mahafalijevih političnih dejanj je bil junija 1649, ko je dvanajst Mahafalijevih odposlancev obiskalo francosko naselbino v Fort Dauphinu, da bi uspešno pridobili plačane storitve francoskih plačancev za pomoč v boju proti ljudstvu Masikoro, ki je ukradlo živino njihovega kralja.
Vlada Mahafaly se je okoli leta 1650 začela deliti na neodvisna kraljestva s kraljestvom Sakatovo in Menarandra. Kraljestvo Linta se je odcepilo približno dve desetletji pozneje in kraljestvo Onilahy je bilo ustanovljeno iz preostalega ozemlja okoli leta 1750. Spopad med kraljem Menarandre in sosednjim ljudstvom Antandroy na zahodu je povzročil priključitev province Antandroy Karimbola v prvi polovici 18. stoletja. Čeprav posebnosti zgodovine teh kraljestev pred letom 1800 niso dobro znane, pogoste menjave vladarjev znotraj posameznega kraljestva kažejo na nestabilnost in nemir znotraj dinastije Maroserana: Linta je imel sedem vladarjev, Sakatovo šest, Menarandra tri med leti 1750-1800 , Onilahy pa dva. Kraljestvo Onilahy je odražalo nekatere vplive Antemoro, na primer, da so svojega kralja klicali z naslovom andrianony.
Kraljestvo Mahafaly je bilo eno redkih, ki v 19. stoletju ni prišlo pod nadzor kraljestva Merina. Zadnji kralj Mahafaly je bil Tsiampondy, ki je začel vladati leta 1890. Glede na Afriko od 16. do 18. stoletja se je Tsiampondyjeva vladavina končala leta 1911, medtem ko se je po francoskem dokumentu z naslovom Observations sur les Mahafalys Tsiampondyjeva vladavina končala po kratkem francoskem vojaškem pohodu leta 1907.

## Družba
Družba Mahafaly je na splošno patriarhalna. Pričakuje se, da moški člani družine (očetje, sinovi, bratje) živijo v tesni bližini drug drugega, medtem ko naj bi se ženske preselile v moževo vas. Družba je primarno strukturirana okoli petih vrst sorodstvenih skupin, pri čemer je najpomembnejše ožje gospodinjstvo. Tako kot v drugih delih Madagaskarja so predniki čaščeni.
Zgodovinsko gledano, od prvega vladarja Maroserana, so Mahafalyju vladali kralji iz rodu Maroserana. Kralji so bili pokopani v grobnicah, imenovanih volamena ('zlato'), po smrti pa so jih preimenovali, ta praksa se je imenovala anaratahina, saj je bilo po smrti tabu govoriti ime kralja v življenju; vsi njegovi privrženci so si morali na začetku obdobja žalovanja postriči lase in vse, ki tega niso upoštevali, so izključili iz skupnosti. Zgodnji kralji Mahafaly so živeli v posestvih, ki so imele poti, ki so se širile proti vsaki od večjih okoliških vasi na njegovem ozemlju, njegova moč pa je bila povečana s posedovanjem kraljevih relikvij, za katere se verjame, da imajo nadnaravne moči. Kralj je vladal družbi, ki je bila razdeljena na privilegirane (renilemy), meščane (valohazomanga) in priseljence na območje od drugod (folahazomanga). Renilemy so sestavljali tisti, ki so bili potomci najmogočnejšega poglavarja med ustanovitvijo dinastije Maroserana, Tsilelikyja ('ni premagljiv'); potomci Tsilelikyjevih spremljevalcev in favoriziranih podanikov in določeni posamezniki (ali njihovi potomci), ki so prejeli kraljevo naklonjenost. Kralja sta podpirala svetnik (ombiasy) in duhovnik (mpisoro), ki je bil odgovoren za žrtvovanje živali na skupnem oltarju (hangomaza-lava). Družba je bila razdeljena na številne klane, od katerih so nekateri imeli posebne odgovornosti, kot sta kovaštvo in nabiranje medu. Vodje teh klanov so bili izvoljeni pod nazivom 'kraljevi prijatelji' (rainitsy ny mpanjaka) in so imeli uradnega svetnika (ondaty-be), podobnega samemu kralju. Samo poglavarji klanov in kralj so lahko nosili veliko železno sulico (beraha), ki je služila kot simbol njihovega statusa.

### Družinska pripadnost
Gospodinjstvo je najpomembnejša družbena pripadnost med Mahafalyji. Gospodinjstvo je opredeljeno kot skupina zunajzakonskih družinskih članov, ki jih vodi in 'pripada' najstarejšemu moškemu v skupini. Otroci ostanejo člani očetovega gospodinjstva do polnoletnosti, takrat si mladi moški ustvarijo svojo hišo in družino v bližini očetove hiše, mlade ženske pa se poročijo in preselijo v moževo hišo. Moški v primeru ločitve obdržijo skrbništvo nad otroki. V tradicionalnih družinah ni neobičajno, da ima moški več kot eno ženo. Ožji družinski člani, ki živijo skupaj v gospodinjstvu, so odgovorni za organizacijo porok in pogrebov svojih družinskih članov ter za kritje stroškov v zvezi z zdravilnimi obredi (rombo) za bolne družinske člane.{{sfn|Eggert|1981|p=152}
Družbeno identiteto posameznika Mahafaly opredeljuje tudi njegov ali njen foko – skupina vseh potomcev živečega moškega ali ženske; posameznik pripada več fokom hkrati. Člani foka se običajno zberejo ali sodelujejo samo, ko je vodja foka bolan, potrebuje pomoč ali je umrl, v tem primeru se člani organizirajo, da po potrebi ukrepajo. Še močnejša identiteta je posameznikov tariha, živi potomec moške rodovne linije, ki se izsledi nazaj do skupnega moškega prednika, ki je umrl dovolj nedavno, da lahko najstarejši člani skupine izsledijo svoje sorodstvene vezi z njim in se spomnijo nekaterih značilnosti o njem kot oseba. Vse daritve prednikom (soro) se izvajajo v imenu tega skupnega prednika, za izvajanje teh obredov v imenu skupine pa je odgovoren najstarejši moški tariha. Člani tariha običajno živijo blizu drug drugega in tvorijo vas ali skupino vasi.

## Kultura
Mahafaly se v glavnem ukvarjajo s poljedelstvom in govedorejo. Zebu ima pomembno mesto v družbi tako iz ekonomskih kot duhovnih razlogov, saj velja za simbol življenja in plemenitosti, pa tudi kot sredstvo za povezovanje živih s predniki. Člani gospodinjstva sodelujejo pri kmetovanju in drugih dejavnostih za preživljanje, da bi zadovoljili potrebe družine. Mlajši moški družinski člani so običajno odgovorni za pašo družinske živine, moški vseh starosti pa delajo na poljih. Ženske pomagajo pri delu na polju in so odgovorne tudi za gospodinjska opravila, kot sta kuhanje in prinašanje vode, pri čemer jim pogosto pomagajo njihovi otroci in včasih njihov mož. Oblačila v tej regiji so bila tradicionalno narejena iz predenega bombaža, ki so ga gojili lokalno; manj pogosto je bila včasih uporabljena tudi lokalno spredena svila.

### Fady
Fady (tabuji) so dolgo igrali pomembno vlogo v kulturnem življenju Mahafalyja. Zgodovinsko gledano so skupni tabuji med Mahafalyji vključevali prepoved ženskam piti iz iste skodelice ali sedeti na isti podlogi kot njihov mož, stati med pogovorom s kraljem in Mahafaly ženskam je bilo v zgodovini dovoljeno kaditi tobak, vendar ne žvečiti. Po vsej državi Mahafaly je bil prepovedan vstop belcem; če je komu uspelo prodreti na ozemlje, je bil poglavar te dežele usmrčen. Kralji so imeli moč postaviti tabu na določene besede, ki jih člani skupnosti nikoli več ne bi mogli izgovoriti.

### Pogrebni obredi
Tako kot v večjem delu Madagaskarja Mahafaly svoje mrtve pokopljejo v grobnice. Grobnice družinskih članov so bile v preteklosti na območjih svetih gozdov, daleč od hiš živih ljudi, čeprav zaradi krčenja gozdov in drugih dejavnikov ni več vedno tako. Grobnice so običajno združene in razporejene glede na položaj in vlogo družinskih članov, pri čemer je grobnica najstarejšega prednika najbolj južno, njegovi potomci na severu, žene in neporočeni družinski člani pa na zahodu. Pogrebi so sestavljeni iz več obredov in na vsakem žrtvujejo zebuja; njihove lobanje so postavljene na vrh grobnice. Prva slovesnost je priprava na naslednje dogodke in ombilahy zebu, žrtvovan na tej slovesnosti, je še posebej pomemben, ker se meso deli z vsemi zbranimi kot gesta enotnosti in prijateljstva.
Mahafaly svoje grobnice okrasijo tudi z aloalo, visokimi lesenimi stebri, izrezljanimi z geometrijskimi vzorci in občasno okrašenimi z izrezljanimi zebuji ali drugimi figurami, ki imajo pomen za pokojnika. Te objave naj bi pokazale, da je oseba umrla in dosegla status 'prednika' (razana), ki služi kot posrednik med živimi in Bogom; grobnica je nov dom prednikov, saj smrt ni videti kot konec, temveč kot preobrazba v drugo fazo življenja. Aloalo danes veljajo za ikonični simbol Madagaskarja, domovina Mahafaly, ki zajema njen polsušni ekosistem ter bogastvo grobnic in pogrebne umetnosti, pa je bila dodana na poskusni seznam območij svetovne dediščine. Grobnice je dovoljeno obiskati samo med pogrebi ali za pridobitev tavajočega goveda, drugače pa je strogo prepovedan.
Gospodinjstvom ni dovoljeno izdelovati lastnih aloalo ali krst ali uporabljati lastnih materialov za gradnjo grobnic ali ombilahy zebu – vse je treba kupiti ali naročiti pri specializiranem klanu, na katerega se je gospodinjstvo v preteklosti zanašalo pri izdelavi teh predmetov, in gospodinjstvo mora plačati zanje z zebujem in hrano. Izvedba različnih obredov in gradnja grobnice lahko traja leto ali več, v tem času pa mora žena pokojnika ostati ob truplu na domu pokojnika. Njegov najstarejši sin je odgovoren za nabavo vatolahijev - pokončnih kamnitih znamenj, visokih do dveh metrov, ki tvorijo del strukture grobnice - medtem ko sta njegovi hčerki odgovorni za nabavo aloala in žrtvenega zebuja; preostali družinski člani in prijatelji nabavijo kamenje, potrebno za gradnjo grobnice. Velikost grobnice je posledično odvisna od velikosti družine in družbenega položaja pokojnika.

## Jezik
Mahafaly govorijo narečje malgaščine, ki je veja malajsko-polinezijske jezikovne skupine, ki izhaja iz jezikov Barito, ki se govorijo na južnem Borneu.

## Gospodarstvo
Mahafaly so predvsem pastirji goveda zebu (Bos taurus indicus) in pastirji. Bombaž so Mahafaly gojili od 16. stoletja. Nabirajo tudi divji med, prodajajo oglje, pletejo košare in rogoznice, se ukvarjajo z obdelavo lesa, obdelujejo vrtove in redijo drobnico.